# Europastraße 21
Die Europastraße 21 (Kurzform: E 21) führt von Metz in Frankreich nach Genf in der Schweiz.
Die Route führt in Nord-Süd-Richtung von Metz nach Nancy und Dijon bis zur Schweizer Grenze. Dort wird die Strecke auf einem kleinen Autobahnzubringer der schweizerischen A1 bis nach Genf geführt.
Die E 21 ist in Frankreich streckengleich mit Abschnitten der Autoroute A31, der Autoroute A6, der Autoroute A40 und der Autoroute A41.